# Uljene boje
Uljene boje nastaju kad se pigment miješa s različitim sušivim uljima. Uljene boje su masne, polagano se suše, donji slojevi proziru se kroz gornje namaze. Slikanje uljenom tehnikom dopušta tanak, proziran namaz (lazurni), ali i nanošenje boje u debelim slojevima (impasto), miješanje boja i postavljanje boje iznad boje. Omogućuje postizanje najboljih izražajnih sredstava te omogućuje neograničeni broj tonova. Njome se također postižu vrlo jaki kontrasti chiaro-scuro (svijetlo-tamno), sjajna je (efekt većeg volumena)i transparentna.
Niz efekata postignutih uljem nije otkriven odjednom, niti ga je otkrio jedan jedini čovjek, oni se pripisuju sjevernjačkim majstorima rane renesanse. Oni tehnički usavršavaju slikanje uvođenjem kombinacije boje i ulja. Tako čitav kolorit postaje topliji, svjetliji, raznolikiji i istinitiji; stare oporosti nestaje, a omogućuju se mekani prijelazi, istančane nijanse i jedinstven izričaj. Tako su izvršili tehničku reformu svjetskog značaja i promijenili slikarstvo iz korijena te uticali na sve slikare poslije njih, prije svega na svoje kolege iz renesansne Italije. Ovi majstori zaslužuju da nose ime “očeva modernog slikarstva” jer je ulje od tada osnovni medij slikarstva. 
Za promidžbu ovog slikarskog medija su najznačajniji redom: flamanci Majstor iz Flémallea, braća van Eyck - osobito mlađi brat Jan van Eyck, Rogier van der Weyden, Hugo van der Goes i talijan Domenico Ghirlandaio.